# Cyclo-cross de Primel
Le cyclo-cross de Primel est une course de cyclo-cross nationale, puis internationale à partir de 2014, qui a lieu tous les ans début novembre sur la pointe de Primel, en la commune bretonne de Plougasnou, en France. Elle est organisée par le Vélo club de Plougasnou.
L'édition 2015 est annulée.

## Palmarès

### Hommes élites
| Année | Vainqueur              | Deuxième         | Troisième             |
| ----- | ---------------------- | ---------------- | --------------------- |
| 2005  | Jean François Bodennec |                  |                       |
| 2006  | Jean François Bodennec |                  |                       |
| 2007  | Arnaud Labbe           | Julien Belgy     | Christophe Le Bouédec |
| 2008  | Julien Belgy           | Florian Le Corre | Steve Chainel         |
| 2009  | Steve Chainel          | Julien Roussel   | Florian Le Corre      |
| 2010  | Francis Mourey         | John Gadret      | Steve Chainel         |
| 2011  | Francis Mourey         | Steve Chainel    | John Gadret           |
| 2012  | John Gadret            | Matthieu Boulo   | Steve Chainel         |
| 2013  | Matthieu Boulo         | Nicolas Bazin    | John Gadret           |
| 2014  | Enrico Franzoi         | Francis Mourey   | Fabien Canal          |